# Џефри Џелико
Џефри Џелико (Sir Geoffrey Jellicoe, 1900-1996) био је енглески архитекта, урбаниста, пејзажни архитекта и вртни дизајнер. Најјачи интерес испољавао је за предеони и вртни дизајн. Џелико је рекао за Вилу д’Есте: „Ако бисмо правили листу седам чуда вртног света, ова вила могла би да заузме прво место“.